# Åttjärnsbodarna
Åttjärnsbodarna este o arie protejată (arie specială de conservare — SAC, sit de importanță comunitară — SCI) din Suedia întinsă pe o suprafață de 53,2 ha, integral pe uscat.

## Localizare
Centrul sitului Åttjärnsbodarna este situat la coordonatele 63°26′57″N 17°43′27″E / 63.4492°N 17.7243°E.

## Înființare
Situl Åttjärnsbodarna a fost declarat sit de importanță comunitară în ianuarie 2002 pentru a proteja un număr necunoscut de specii din flora spontană și fauna sălbatică aflate în arealul zonei. Situl a fost protejat și ca arie specială de conservare în martie 2011.

## Biodiversitate
Situată în ecoregiunea boreală, aria protejată conține 3 habitate naturale: Taiga vestică, Mlaștini împădurite, Mlaștini turboase de tranziție și turbării mișcătoare.
La baza desemnării sitului se află un număr nedeclarat de specii protejate.